# Pseudicius spiniger
Pseudicius spiniger là một loài nhện trong họ Salticidae.
Loài này thuộc chi Pseudicius. Pseudicius spiniger được Octavius Pickard-Cambridge miêu tả năm 1872.